# Campiglossa agatha
Campiglossa agatha este o specie de muște din genul Campiglossa, familia Tephritidae. A fost descrisă pentru prima dată de Erich Martin Hering în anul 1956.
Este endemică în Sri Lanka. Conform Catalogue of Life specia Campiglossa agatha nu are subspecii cunoscute.